# Viggo Mortensen

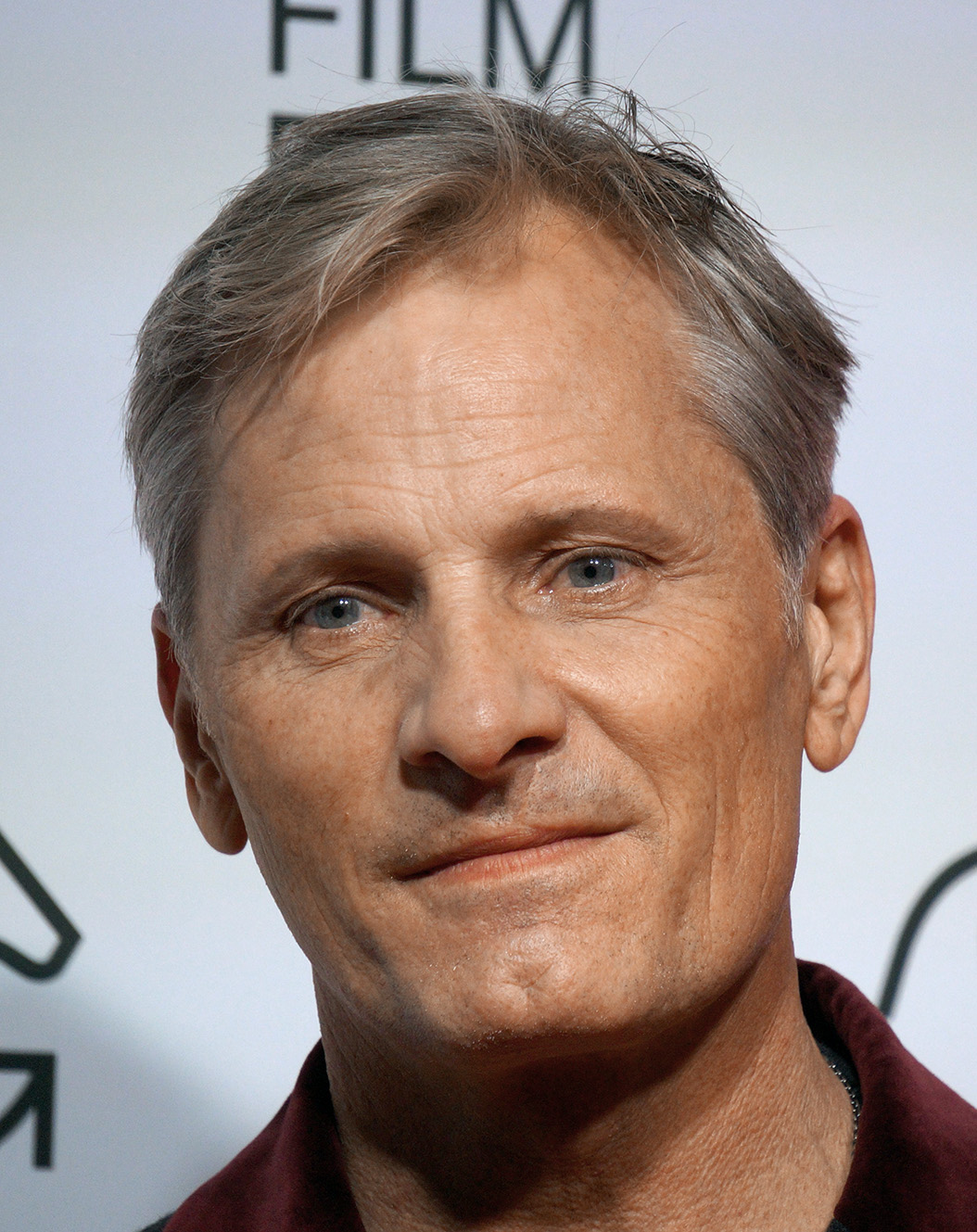
Viggo Mortensen (2020)

Viggo Peter Mortensen (* 20. Oktober 1958 in Manhattan, New York City) ist ein dänisch-US-amerikanischer Schauspieler, Filmregisseur, Fotograf, Dichter, Maler und Musiker.
Er wurde weltweit bekannt durch seine Rolle als Aragorn in der Verfilmung von Der Herr der Ringe. Für seine Rollen in Tödliche Versprechen – Eastern Promises (2008), Captain Fantastic – Einmal Wildnis und zurück (2017) und Green Book – Eine besondere Freundschaft (2019) wurde er jeweils für den Oscar als Bester Hauptdarsteller nominiert.

## Leben

### Frühe Jahre
Mortensen ist der älteste von drei Söhnen eines dänischen Geschäftsmannes und einer aus Neuengland stammenden US-Amerikanerin.
Mortensen lebte in seiner Kindheit mit seiner Familie in Ländern wie Argentinien, Venezuela, Dänemark und Schweden. Deswegen beherrscht er fließend Englisch, Spanisch und Dänisch. Außerdem spricht er Französisch, Arabisch, Katalanisch und Italienisch und versteht auch Schwedisch und Norwegisch. Nach der Scheidung seiner Eltern zog Mortensen mit seiner Mutter in deren alte Heimat New York zurück, wo er mit Erfolg die Highschool besuchte. Mit 22 Jahren machte Mortensen an der St. Lawrence University in Canton, New York, seine Abschlüsse in Politik und Spanisch. Danach zog er nach Europa, wo er sich mit verschiedenen Gelegenheitsjobs über Wasser hielt. Unter anderem lebte er in England, Spanien und Dänemark (Kopenhagen). Nach zwei Jahren kehrte Mortensen in die Vereinigten Staaten zurück, um Schauspieler zu werden.

### Karriere
Mit der Ausbildung an Warren Robertsons Theater Workshop in New York City 1982 begann Mortensen seine Schauspielkarriere. Nachdem er in mehreren Theaterstücken aufgetreten war, zog er nach Los Angeles. Für seine Rolle in Bent am Cost Playhouse wurde er mit dem Dramalogue Critics Award ausgezeichnet.
Mortensen gab sein Leinwanddebüt als junger Amish-Farmer in Peter Weirs Der einzige Zeuge (1985). Danach wirkte er mit in unterschiedlichen Filmen wie Jane Campions Portrait of a Lady mit Nicole Kidman, Ein perfekter Mord mit Michael Douglas und Gwyneth Paltrow, Daylight mit Sylvester Stallone und Kevin Spaceys Regiedebüt Albino Alligator. Besondere Beachtung fand seine Schauspielleistung in Sean Penns Bruderdrama Indian Runner.
In Peter Jacksons Herr-der-Ringe-Verfilmung war die Rolle des Aragorn ursprünglich mit Stuart Townsend besetzt. Dieser wurde von den Produzenten nach wenigen Drehtagen jedoch für ungeeignet befunden, die Figur eines natürlichen Anführers zu verkörpern. So wurde Mortensen kurzfristig nach Neuseeland geholt, um die Rolle zu übernehmen. Zu seinen ersten Szenen gehörte der Kampf mit den Ringgeistern auf der Wetterspitze. Rasch eignete er sich im Training mit dem Fechter Bob Anderson die dazu nötigen Grundlagen des Schwertkampfes an, für die normalerweise ein ausführliches und umfangreiches Trainingsprogramm notwendig ist.

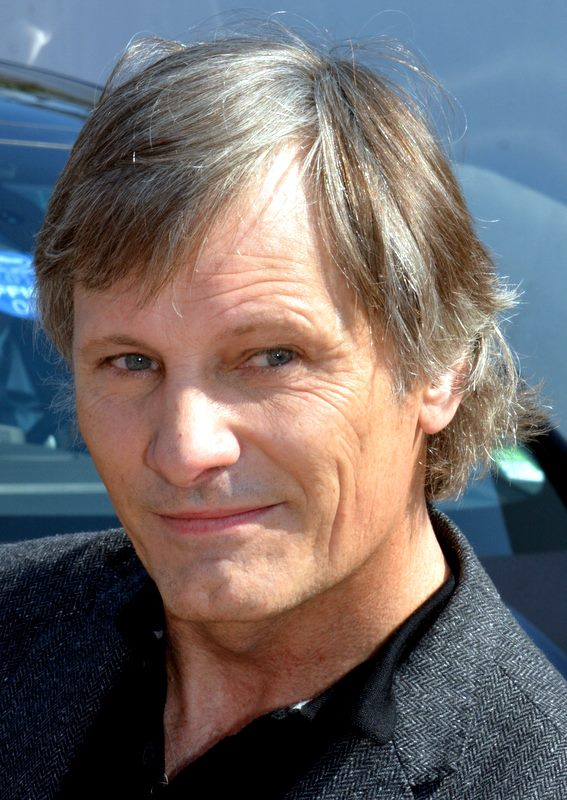
Mortensen bei den Filmfestspielen von Cannes 2016

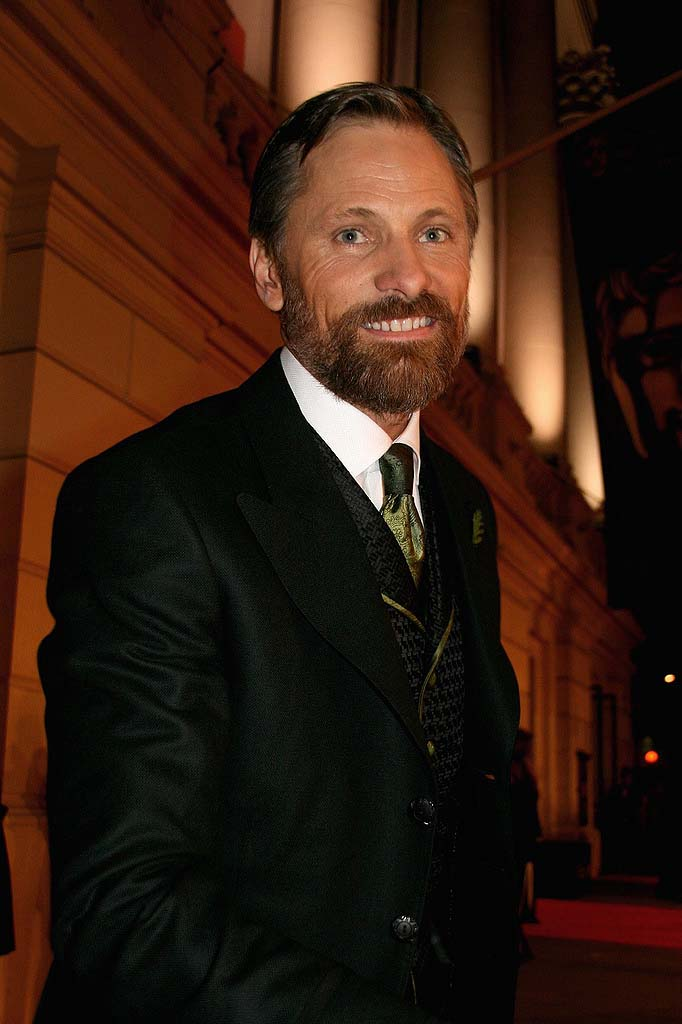
Mortensen bei der Verleihung der British Academy Film Awards 2008 in London

Nach dem Erfolg von Der Herr der Ringe folgten Hauptrollen in Hidalgo – 3000 Meilen zum Ruhm (2004) und A History of Violence (2005). Im Jahr 2007 spielte er erneut in einem Film von David Cronenberg mit – in Tödliche Versprechen – Eastern Promises stellt er ein Mitglied der russischen Mafia dar. Dafür erhielt er eine Golden-Globe-, eine BAFTA- und eine Oscar-Nominierung in der Kategorie Bester Hauptdarsteller.
Des Weiteren war Mortensen erneut mit Ed Harris und Renée Zellweger in Appaloosa zu sehen, wobei Harris auch die Regie führte. In einer weiteren spanischen Historienproduktion Alatriste mimte Mortensen den Söldner Diego Alatriste, der sich im Spanien des 17. Jahrhunderts durch diverse Abenteuer schlägt. Vorlage für die bis dato teuerste spanische Produktion sind die fünf Alatriste-Romane aus der Feder von Arturo Pérez-Reverte. Jeweils eine weitere Nominierung für den Oscar, Golden Globe, BAFTA Award und den Screen Actors Guild Award brachte Mortensen die Hauptrolle eines überzeugten Aussteigers und Familienoberhaupts in Matt Ross’ Drama Captain Fantastic – Einmal Wildnis und zurück (2016) ein. Abermals für diese Filmpreise nominiert wurde er für die Darstellung des Tony Lip in Peter Farrellys Roadmovie Green Book – Eine besondere Freundschaft (2018).
Im Jahr 2020 wurde sein Regiedebüt Falling veröffentlicht, für das er ebenfalls erstmals das Drehbuch verfasste. Zudem übernahm er die Hauptrolle und war auch als Produzent beteiligt.

### Literarische und künstlerische Aktivitäten
Im Jahr 2002 gründete Mortensen den kleinen und unabhängigen Verlag „Perceval Press“, der auf Kunst, insbesondere kritische Schriften und Lyrik, spezialisiert ist. Der Verlag veröffentlicht Texte, Bildern oder Musikaufnahmen, die nicht dem Mainstream entsprechen, aber dennoch Beachtung verdienen. Mortensen hat mehrere Bücher mit seinen Gedichten und Fotografien herausgebracht, wie Ten Last Night (1993), Coincidence of Memory (2002) und The Horse is Good (2004).

### Persönliches
Durch seine Eltern besitzt Mortensen die Doppelstaatsbürgerschaft Dänemarks und der Vereinigten Staaten.
Bei den Dreharbeiten zu Vasallen des Satans lernte Mortensen die Sängerin der Band X, Exene Cervenka, kennen. Er war von 1987 bis 1997 mit ihr verheiratet und hat aus dieser Ehe einen Sohn, der bei der Trilogie Der Herr der Ringe eine Statistenrolle übernahm. Außerdem ist er Westernreiter; das „Hauptpferd“ RH Tecontender, auchT. j. genannt (im Film Hidalgo), gefiel ihm so gut, dass er es nach dem Dreh mitnahm. Einige Jahre vorher kaufte er den Hengst Uraeus (im Film Brego), den er in Der Herr der Ringe ritt. Seit 2009 ist Viggo Mortensen mit der spanischen Schauspielerin Ariadna Gil liiert, mit der und deren Sohn er in Madrid lebt.
Im Jahr 2010 wurde Mortensen von Königin Margrethe II. von Dänemark zum Ritter geschlagen. Als Träger des Dannebrogordens ist er somit – neben Christopher Lee (Saruman), Ian McKellen (Gandalf) und Ian Holm (Bilbo) – der vierte in den Ritterstand erhobene Schauspieler im Cast von Der Herr der Ringe.
2017 wurde er in die Academy of Motion Picture Arts and Sciences (AMPAS) aufgenommen, die jährlich die Oscars vergibt.
Viggo Mortensen ist ein bekennender Fan des türkischen Fußballvereins Beşiktaş Istanbul.

## Filmografie (Auswahl)
- 1984: George Washington (Fernsehdreiteiler)
- 1985: Der einzige Zeuge (Witness)
- 1987: Miami Vice (Fernsehserie, Episode 3x19)
- 1987: Vasallen des Satans (Salvation)
- 1988: Prison – Rückkehr aus der Hölle (Prison)
- 1988: Zärtliche Liebe (Fresh Horses)
- 1990: Einer muß dran glauben (Tripwire)
- 1990: Leatherface: Texas Chainsaw Massacre III
- 1990: Blaze of Glory – Flammender Ruhm (Young Guns II)
- 1990: Schrei in der Stille (The Reflecting Skin)
- 1991: Indian Runner (The Indian Runner)
- 1993: Ruby Cairo
- 1993: Boiling Point – Die Bombe tickt (Boiling Point)
- 1993: Young Americans (The Young Americans)
- 1993: Ewangelia wedlug Harry’ego (USA: The Gospel According to Harry)
- 1993: Carlito’s Way
- 1993: American Yakuza
- 1994: The Crew – Fahrt ins Ungewisse (The Crew)
- 1995: Stalked – Ich weiß, was du letzte Nacht getan hast (Gimlet)
- 1995: Crimson Tide – In tiefster Gefahr (Crimson Tide)
- 1995: God’s Army – Die letzte Schlacht (The Prophecy)
- 1995: Die Passion des Darkly Noon (The Passion of Darkly Noon)
- 1996: Albino Alligator
- 1996: Portrait of a Lady (The Portrait of a Lady)
- 1996: Daylight
- 1997: Höllenjagd nach San Francisco (Vanishing Point)
- 1997: Die Akte Jane (G.I. Jane)
- 1997: Die Pistole meines Bruders (La pistola de mi hermano)
- 1998: Ein perfekter Mord (A Perfect Murder)
- 1998: Psycho
- 1999: A Walk on the Moon
- 2000: 28 Tage (28 Days)
- 2001: Der Herr der Ringe: Die Gefährten (The Lord of the Rings: The Fellowship of the Ring)
- 2002: Der Herr der Ringe: Die zwei Türme (The Lord of the Rings: The Two Towers)
- 2003: Der Herr der Ringe: Die Rückkehr des Königs (The Lord of the Rings: The Return of the King)
- 2004: Hidalgo – 3000 Meilen zum Ruhm (Hidalgo)
- 2005: A History of Violence
- 2006: Alatriste
- 2007: Tödliche Versprechen – Eastern Promises (Eastern Promises)
- 2008: Appaloosa
- 2008: Good
- 2009: The Road
- 2011: Eine dunkle Begierde (A Dangerous Method)
- 2012: On the Road – Unterwegs (On the Road)
- 2012: Jeder hat einen Plan (Todos tenemos un plan)
- 2014: Die zwei Gesichter des Januars (The Two Faces of January)
- 2014: Jauja
- 2014: Den Menschen so fern (Loin des hommes)
- 2016: Captain Fantastic – Einmal Wildnis und zurück (Captain Fantastic)
- 2016: The Revolution Televised (Dokumentation)
- 2018: Green Book – Eine besondere Freundschaft (Green Book)
- 2020: Falling (auch Regie, Drehbuch, Produktion und Musik)
- 2022: Crimes of the Future
- 2022: Dreizehn Leben (Thirteen Lives)
- 2023: Eureka
- 2023: The Dead Don’t Hurt (auch Regie, Drehbuch, Produktion und Musik)

## Diskografie (Auswahl)
- 1994: Don’t Tell Me What To Do
- 1996: Stories of the Greek and Roman Gods and Goddesses (Mortensen liest Poseidon, the God of the Ocean / Amphitrite)
- 1997: One Less Thing to Worry About (mit Buckethead an Gitarre und Bass)
- 1998: Recent Forgeries
- 1998: New Yorker Out Loud Volume 2 (Mortensen liest On the Road Journals von Jack Kerouac)
- 1999: One Man’s Meat
- 1999: The Other Parade (u. a. mit Buckethead)
- 1999: Live at Beyond Baroque 1 (Gedichte)
- 2003: Pandemoniumfromamerica (u. a. mit Elijah Wood und Billy Boyd) Noam Chomsky gewidmet
- 2004: This That and The Other (Zusammenstellung)
- 2004: Please Tomorrow
- 2004: Live at Beyond Baroque 2 (Gedichte)
- 2005: Intelligence Failure
- 2006: 3 Fools 4 April
- 2007: Time waits for everyone
- 2008: At all
- 2011: Reunion
- 2013: The Little Prince, Audiobook, vorgelesen von Mortensen, erschienen bei Houghton Mifflin Harcourt
- 2015: Under the weather, Audio CD

## Schriften
- Ten Last Night. (1993), Gedichte.
- Recent Forgeries. (1998), Fotografien, Malerei u. Gedichte.
- Errant Vine. (2000), Fotografien, Malerei u. Gedichte, erschienen zur gleichnamigen Ausstellung in der Robert-Mann-Galerie (N.Y.).
- Hole in the Sun. (2002), Fotografien.
- SignLanguage. (2002), Fotografien, Malerei und Gedichte.
- Coincidence of Memory. (2002), Fotografien, Malerei und Gedichte.
- Mo Te Upoko-o-te-ika/For Wellington. (2003), abstrakte Fotografien (Verwischtechnik), aufgenommen in Neuseeland, Dänemark u. a.
- 45301. (2003), Fotografien und Gedichte.
- Un hueco en el sol. (2003), booklet mit Fotografien, erschienen zur gleichnamigen Foto-Ausstellung in Havanna/Kuba.
- Miyelo. (2003), überwiegend Panoramafotografien, u. a. abstrakte Aufnahmen von Geistertänzen, aufgenommen bei Dreharbeiten zu „Hidalgo“.
- The Horse is Good. (2004), Fotografien von Pferden.
- I forget you for ever. (2006), Fotografien und Gedichte.
- Linger. (2007), Schwarzweiß-Fotografien, u. a. Landschaftsaufnahmen von Spanien, aufgenommen während Drehpause zu „Alatriste“.
- Skovbo. (2008), Fotografien, erschienen zur gleichnamigen Foto-Ausstellung in Reykjavík/Island.
- Canciones de Invierno/winter songs. (2010), Fotografien und Gedichte, Text Spanisch/Englisch.

## Auszeichnungen (Auswahl)
British Academy Film Award
- 2017: Nominierung als Bester Hauptdarsteller (Captain Fantastic – Einmal Wildnis und zurück)[9]

Critics’ Choice Movie Award
- 2016 (Dez.): Nominierung als Bester Darsteller in einer Filmkomödie (Captain Fantastic – Einmal Wildnis und zurück)[10]

Golden Globe Award
- 2017: Nominierung als Bester Hauptdarsteller – Drama (Captain Fantastic – Einmal Wildnis und zurück)[11]
- 2019: Nominierung als Bester Hauptdarsteller – Komödie oder Musical (Green Book – Eine besondere Freundschaft)

Independent Spirit Award
- 2016: Nominierung als Bester Schauspieler (Captain Fantastic – Einmal Wildnis und zurück)[12]

Oscar
- 2008: Nominierung als Bester Hauptdarsteller (Eastern Promises)
- 2017: Nominierung als Bester Hauptdarsteller (Captain Fantastic – Einmal Wildnis und zurück)
- 2019: Nominierung als Bester Hauptdarsteller (Green Book – Eine besondere Freundschaft)

Palm Springs International Film Festival Award
- 2017: Auszeichnung mit dem Variety Creative Impact in Acting Award (Captain Fantastic – Einmal Wildnis und zurück)[13]

Screen Actors Guild Award
- 2017: Nominierung als Bester Hauptdarsteller (Captain Fantastic – Einmal Wildnis und zurück)
- 2017: Nominierung als Mitglied des Besten Schauspielensembles in einem Film (Captain Fantastic – Einmal Wildnis und zurück)[14]
- 2019: Nominierung als Bester Hauptdarsteller (Green Book – Eine besondere Freundschaft)

Festival Internacional de Cine de San Sebastián
- 2020: Auszeichnung mit dem Donostia Award[15]